# Централноевропейско отбранително сътрудничество
Централноевропейското отбранително сътрудничество (на английски: Central European Defence Cooperation, CEDC) е организация за военно сътрудничество на страните от Централна Европа, в която членуват Австрия, Словакия, Словения, Унгария, Хърватия и Чехия. Като страна със статут на наблюдател в тази рамка на сътрудничество е Полша.
Съвместната цел е засилване на сътрудничеството в областта на отбраната, включително обединяване и споделяне на отбранителни способности на страните-членки и организиране на общо обучение и учения. След европейската мигрантска криза от 2015 – 2016 г. сътрудничеството се фокусира и върху справянето с масовата миграция.
Организацията е основана през 2010 г. Всички държави-членки са и членки на Европейския съюз, и всички с изключение на Австрия са членове на НАТО. Председателството в организацията се променя през всяка година. През 2023 г. председателството е поето от Чехия.